# NGC 3803
NGC 3803 é uma galáxia elíptica (E) localizada na direcção da constelação de Leo. Possui uma declinação de +17° 48' 06" e uma ascensão recta de 11 horas, 40 minutos e 17,3 segundos.
A galáxia NGC 3803 foi descoberta em 27 de Março de 1856 por William Parsons. segundos.

## segundos.Ver tambémsegundos.
- Astronomia extragaláctica
- Lista de galáxias
- Lista de objectos NGC
- New General Catalogue